# 拉洪達公園 (加利福尼亞州)
拉洪達公園（英語：La Honda Park）是位於美國加利福尼亞州卡拉韋拉斯縣的一個非建制地區。該地的面積和人口皆未知。

## 地理
拉洪達公園的座標為38°07′14″N 120°29′47″W / 38.12056°N 120.49639°W，而該地的平均海拔高度為548米（即1798英尺）。